# Fattore IX

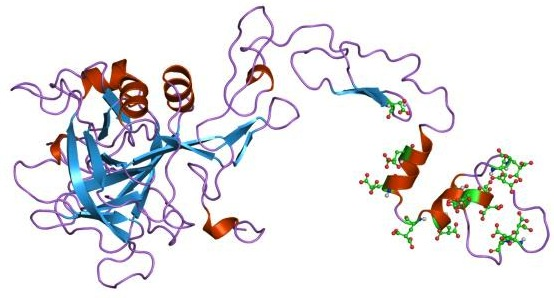
Raffigurazione del fattore IX

Il fattore IX è una delle serin proteasi (una classe di proteine) avente un ruolo fondamentale nel sistema di coagulazione del sangue. La carenza di questa proteina provoca l'emofilia B. È stata identificata per la prima volta nel 1952 quando si notò la sua assenza in un giovane ragazzo, di nome Stephen Christmas, che soffriva di emofilia.

## Ruolo nelle patologie
La carenza di fattore IX causa l'emofilia B. Più di 100 mutazioni del fattore IX sono state descritte. Alcune di esse non causano alcun sintomo, ma alcune portano a significativi disturbi della coagulazione.
La mutazione che dà origine all'emofilia B è stata identificata mediante il sequenziamento del DNA di Stephen Christmas, che ha rilevato una mutazione che ha cambiato una cisteina con una serina.
Il fattore IX ricombinante è usato per trattare la malattia ed è disponibile in commercio con il nome di BeneFIX.
Alcune rare mutazioni del fattore IX comportano una elevata attività di coagulazione e quindi ad altre malattie della coagulazione, come la trombosi venosa profonda.
Il deficit del fattore IX viene trattato con iniezioni di fattore IX purificato prodotto attraverso la clonazione in vari vettori di cellule animali. L'Acido tranexamico può essere utile in pazienti sottoposti a intervento chirurgico che hanno ereditato una deficienza di fattore IX, al fine di ridurre il rischio di sanguinamento perioperatorio.
Un elenco di tutte le mutazioni di fattore IX viene compilato e mantenuto nel database delle mutazioni del fattore IX presso l'University College di Londra.